# Il nipote di Wittgenstein
Il nipote di Wittgenstein. Un'amicizia (titolo orig. Wittgensteins Neffe. Eine Freundschaft) è un romanzo semi-autobiografico dello scrittore austriaco Thomas Bernhard, pubblicato nel 1982.

## Trama
Nel 1967, Bernhard (il narratore) e Paul Wittgenstein, nipote del filosofo Ludwig, si trovano entrambi ricoverati in un ospedale viennese: il primo per malattia polmonare, il secondo per malattia mentale. Secondo la tecnica peculiare di Bernhard del Bericht (resoconto), il romanzo descrive la profonda amicizia intercorsa fra i due, a cominciare dalla comune passione per la musica e per un rifiuto non di rado radicale delle convenzioni sociali. 

## Edizioni italiane
- Thomas Bernhard, Il nipote di Wittgenstein. Un'amicizia, traduzione di Renata Colorni, Collana Fabula n. 37, Milano, Adelphi, 1989,  p. 132, ISBN 978-88-459-0726-5.
- Thomas Bernhard, Il nipote di Wittgenstein. Un'amicizia, traduzione di Renata Colorni, Collana Gli adelphi n. 616, Milano, Adelphi, 2021, ISBN 978-88-459-3556-5.

## Adattamenti
Patrick Guinand ha realizzato un adattamento teatrale del romanzo.